# Васалатій Олександра Савівна
Олександра Савівна Васалатій (?, тепер Піщанський район Вінницької області — ?) — українська радянська діячка, голова колгоспів імені Чапаєва та імені Кірова Піщанського району Вінницької області. Депутат Верховної Ради СРСР 3-го скликання.

## Життєпис
На 1950 рік — голова колгоспу імені Чапаєва села Студена Піщанського району Вінницької області.
З 1951 року — голова укрупненого колгоспу імені Кірова села Студена Піщанського району Вінницької області.
Потім — на пенсії.